# پایگاه هوایی کبریت
پایگاه هوایی کبریت (به انگلیسی: Kibrit Air Base) (به زبان بومی: ضوء القاعدة الجویة) یک فرودگاه نظامی است که یک باند فرود آسفالت دارد و طول باند آن ۲۶۸۴ متر است. این فرودگاه در کشور مصر قرار دارد و در ارتفاع ۴۷۵ متری از سطح دریا واقع شده است.